# Flughafen Norrköping

i7
i11
i13
Der Flughafen Norrköping Kungsängen (IATA-Code: NRK, ICAO-Code: ESSP) ist ein Flughafen in der Provinz Östergötlands län im Süden Schwedens und liegt etwa drei Kilometer östlich des Stadtzentrums von Norrköping. Betreiber des Flughafens ist die Norrköping Airport AB. Der Flughafen besitzt eine 2215 Meter lange Start- und Landebahn mit der Ausrichtung 09/27 und eine weitere, 600 Meter lange Start- und Landebahn mit der Ausrichtung 11/29 aus Gras. Im Jahr 2016 wurde er von rund 100.000 Passagieren benutzt.

## Zwischenfälle
- Am 28. November 1957 machte die Besatzung mit einer Douglas DC-6B der Scandinavian Airlines (Luftfahrzeugkennzeichen SE-BDP) bei einem Trainingsflug auf dem Flughafen Norrköping eine Bauchlandung. Das Flugzeug brannte aus. Alle fünf Besatzungsmitglieder, die einzigen Insassen, überlebten den Unfall.[5]